# Isobaar proces

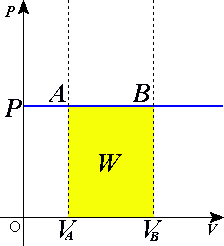
Een pV-diagram van een isobaar proces.

Een isobaar proces is een toestandsverandering van een bepaalde hoeveelheid materie waarbij de druk niet verandert, maar een of meer andere grootheden wel. Een voorbeeld hiervan is lucht in een cilinder met een vrij beweegbare zuiger waar warmte aan toegevoerd wordt. Door de temperatuurstijging zal het volume toenemen maar de druk niet.
Er gelden de volgende relaties:
{\displaystyle W_{1-2}=p\,(V_{2}-V_{1})}
{\displaystyle W_{1-2}=nR\,(T_{2}-T_{1})}
{\displaystyle Q_{1-2}=mc_{\text{p}}(T_{2}-T_{1})}
{\displaystyle Q_{1-2}={\frac {k}{k-1}}p\,(V_{2}-V_{1})}
Daarin is:
- {\displaystyle W_{1-2}} de verrichte arbeid door de toestandsverandering (J)
- {\displaystyle Q_{1-2}} de toe- of afgevoerde hoeveelheid warmte (J)
- {\displaystyle p} de druk (Nm-2)
- {\displaystyle V} het volume (m³)
- {\displaystyle T} de absolute temperatuur (K)
- {\displaystyle n} de hoeveelheid stof (mol)
- {\displaystyle m} de massa van de stof (kg)
- {\displaystyle c_{\text{p}}} de soortelijke warmte van de stof bij constante druk ( J·kg-1·K-1)
- {\displaystyle k} een verhoudingsgetal gelijk aan het quotiënt van de soortelijke warmte bij respectievelijk constante druk en constant volume